# 手袋を持つ男の肖像 (ハルス)
『手袋を持つ男の肖像』（てふくろをもつおとこのしょうぞう、英: Portrait of a Man with a Glove）は、17世紀オランダ黄金時代の巨匠フランス・ハルスが1640年、キャンバス上に油彩で描いた肖像画である。 モデルの人物についてはわかっていないが、作品は以前、『医師の肖像』と呼ばれていたこともあり、内科医であると信じられている。この肖像画は、ハルスの「素早く、自発的な絵画技法」を示している。1764年に、ロシアのエルミタージュ美術館に購入される以前には、 プロイセン王フリードリヒ2世の所有であった。ロシアへの負債の返済の代わりに一群の絵画とともにロシア女帝エカチェリーナ2世に送られた作品である。

## 概要
幅広の白い襟のついた黒い服を着たまだ若い男が、縁取りのされたつばの広い黒い帽子の下から、得意げに、しかし同時に愛想よく鑑賞者の方を見ている。手袋をした右手を胸の前まで上げ、もう一方の手袋をつかんだ左手を下げている。少し寛いだ雰囲気の中、ダンディーなポーズを取っている。装身具としての手袋は、社会的な地位が高いことを示す証拠であった。
描かれているモデルの人物が誰かは明らかではないが、繰り返し文献に記されてきた言い伝えによれば、医学の世界で活躍した人物である。その人物は、おそらく1632年から1641年までハールレムの医師であったコルネリス・スフレフェリウス（Cornelis Schrevelius、1608-1664年) である。1641年以降、彼は、レイデンのラテン語学校の学長として父の後を継いだ。 彼は、ハールレムのラテン語学校、そして後にはレイデンのラテン語学校の学長であったテオドルス・スフレフェリウス (Theodorus Schrevelius、1572-1649年) の息子であった。テオドルスは、フランス・ハルスの知り合いであり、自身の『ハールレムの歴史』(1647/1648年) の中でハルスについて書いており、ハルスは1617年にテオドルスの肖像画を描いている。
コルネリスの肖像画は数点が知られている。最初の1624年には、家族の肖像画の中で描かれている。1650年代と1660年代には、何点か描かれたに違いなく、そのことは現存するエングレービングからわかる。1661年に、コルネリスは、ヤコプ・トレンフリートにより家族とともに描かれている。ハルスによる本作は、おそらく1704年には、『クワックサルファー』という題名で、まだ彼の息子のテオドルスの所有であった。絵画は、1670年にロンドンでエングレービング版画家のエドワード・デイヴィスにより商業的エングレービングとして出版されたが、このエングレービングには本作の若い男とともに、ハルスが描いたもう1人の『ムラートの肖像』 (ライプツィヒ美術館) もいっしょに表され、「マウンテバンク医師と彼の陽気なアンドルー」という銘文が記されている。研究者のセイモア・スライヴは、エルミタージュ美術館が所蔵する本作の注文主とモデルが実際に医師であった可能性は排除することはできないとしている。